# Kasper Jebjerg
Kasper Jebjerg (født 21. marts 1985 i Svendborg) er en tidligere professionel dansk cykelrytter, der fra 2007 til 2010 kørte for Team Designa Køkken.